# Michael Bennet
Michael Farrand Bennet (Nuova Delhi, 28 novembre 1964) è un politico statunitense, senatore per lo stato del Colorado dal 2009. Bennet è membro del Partito Democratico. In precedenza, Bennet ha ricoperto la carica di Sovrintendente del Sistema Scolastico di Denver dal 2005 al 2009 nell'amministrazione comunale del sindaco John Hickenlooper, poi divenuto Governatore del Colorado e infine senatore, nonché contitolare di Bennet nel 2021. Politicamente, Bennet si configura come un democratico liberal.

## Biografia
Nato a Nuova Delhi, dove suo padre lavorava per l'ambasciatore statunitense in India, Bennet discende da una famiglia molto attiva politicamente: suo nonno era stato consulente del Presidente Roosevelt, mentre suo padre, oltre all'impiego all'ambasciata, lavorò per Jimmy Carter e Bill Clinton. La madre di Michael invece era un'immigrata polacca i cui genitori erano stati imprigionati nel ghetto di Varsavia.
Bennet crebbe a Washington, dove il padre era assistente di Hubert Humphrey, e successivamente studiò a Yale. Dopo aver lavorato per alcuni politici influenti come il sindaco di Denver John Hickenlooper, Bennet venne nominato sovrintendente del sistema scolastico di Denver.
Nel 2009 il governatore del Colorado Bill Ritter scelse Bennet come sostituto del senatore Ken Salazar, nominato Segretario degli Interni da Barack Obama. L'anno successivo Bennet venne confermato dagli elettori e vinse un mandato completo da senatore.
Bennet è stato rieletto per un secondo mandato l'8 novembre 2016, sconfiggendo il candidato repubblicano, il commissario della contea di El Paso, Darryl Glenn.  Bennet ha ricevuto 1,36 milioni di voti, 156,248 in più rispetto a Glenn.  Ha ricevuto anche 31.780 voti in più in Colorado rispetto al candidato presidenziale democratico Hillary Clinton, che ha vinto lo stato nelle elezioni presidenziali.  Bennet ha ricevuto più voti di qualsiasi altro democratico in una elezione statale nella storia del Colorado.

### Candidato alle presidenziali 2020
Il 2 maggio 2019 annuncia di candidarsi alle primarie democratiche per le elezioni presidenziali del 2020. Si ritira dopo le primarie in Iowa e New Hampshire, l'11 febbraio 2020, in seguito ad una campagna fallimentare (ha ottenuto nei due stati rispettivamente lo 0,1 e lo 0,3%).

## Vita privata
Sposato con Susan Daggett, Bennet ha tre figlie. Suo fratello James è un giornalista che ha lavorato a lungo per il New York Times.